# Herrschaft Ochsenstein
Die Herrschaft Ochsenstein, älter Ossenstein, war ein ritterschaftliches Territorium des Heiligen Römischen Reiches im Unterelsass und umfasste Burg Ochsenstein bei Reinhardsmünster mit einer Reihe elsässischer Orte. Vom 13. bis zum 15. Jahrhundert im Besitz der Herren von Ochsenstein, fiel die Herrschaft 1485 mit dem Aussterben des Geschlechts an Zweibrücken-Bitsch.

## Geschichte
1485 fiel die Herrschaft an Zweibrücken-Bitsch, 1570 mit Zweibrücken-Bitsch an die Grafschaft Hanau-Lichtenberg.

## Umfang
Die Herrschaft Ochsenstein umfasste neben der Burg Ochsenstein mit dem Meierhof Haberacker
- vier Dörfer ganz, nämlich Allenweiler, Furchhausen, Reinhardsmünster (ehemals Tillersmünster), Wolschheim
- die Hälfte an sechs Dörfern Griesbach, Gumpertshofen, Niederbronn, Niedermodern, Oberbronn, Pfaffenhofen
- Anteile an der Mark Maursmünster mit acht dazu gehörigen Dörfern, nebst der Vogtei über das Kloster Maursmünster
- von den Aktivlehen und Vasallen z. B. die Rathsamhausen, welche fünf Dörfer zu Lehen trugen.

Weiter werden genannt Eckwersheim, Geudertheim, Hengweiler, Hohatzenheim, Hohfrankenheim, Ingweiler, Menchhofen, Mittelhausen, Neuweiler, Uttenhofen, Wolfisheim.

## Belege
1. ↑  Dommerich 1860, S. 144